# جامع السلطان قابوس بنزوى
جامع السلطان قابوس بنزوى، معلم إسلامي بارز في سلطنة عمان ، يقع الجامع في محافظة الداخلية بولاية نزوى التي تبعد عن العاصمة مسقط (164)كم1 ويأتي الجامع الثالث على مستوى السلطنة من حيث الفخامة والعمارة والسعة بعد جامع السلطان قابوس الأكبر وجامع السلطان قابوس بصلالة 2

## أعمال البناء
بني الجامع على مساحة تبلغ 80 ألف متراً مربعاً شاملة كافة مرافق الجامع والمسطحات الخضراء ومواقف السيارات، أما مساحة البناء للجامع فبلغت 13.200 ألف متراً مربعاً ويتسع لأكثر من 1000مصل حيث يستوعب الجامع من الداخل قرابة 4500 مصل بالإضافة إلى إمكانية استخدام صحونه الخارجية للصلاة والتي تتسع لحوالي 5300 مصل، ومن معالمه الفريدة وجود أربع منارات يصل ارتفاعها إلى 80 متراً.

تم افتتاح الجامع في يوم الجمعة 3 من ذي الحجة 1436هـ الموافق 18سبتمبر 2015م ليضاف إلى سلسلة المساجد والجوامع المنتشرة في السلطنة والتي يزيد عددها عن ستة عشر ألف 3

## مرافق الجامع

### قاعة الصلاة الرئيسية
تبلغ مساحتها الإجمالية 3546 متراً مربعاً وتتسع لـ 4500 مصلٍ وتعلوها قبة الجامع التي يبلغ قطرها 27 متراً وترتفع عن الأرض بمقدار 55 متراً 4 حيث تسمح النوافذ المنتشرة في القبة بدخول ضوء الشمس نهارًا، كما تضم قاعة الصلاة الرئيسية المحراب المنقوش بزخارف هندسية وآيات قرآنية، أما سور الحماية الذي يحيط بالقاعة الرئيسية فهو مكسو بالأحجار ويضم بداخله بقية مرافق الجامع حيث تنتشر المخطوطات القرآنية ذات النقوش الدقيقة على جدرانه إلى جانب أقواس أنيقة التصميم6

### قاعة الصلاة للنساء
تقع في الطابق الأرضي من الجامع على مساحة 312م2 وتتسع لـ(434) مصلية وتتميز بوجود مدخل مستقل يمكن استخدامه عبر الساحات الخارجية والبهو.

### مكتبة الجامع
تتكون المكتبة من طابقين على مساحة تبلغ 277.5م2 حول ساحة داخلية مغطاة بالزجاج، يبلغ إجمالي كتب المكتبة حوالي 17 ألف كتاب.

### مرافق أخرى
يوجد بالجامع كذلك 3 فصول لتحفيظ القرآن وساحة خاصة بها وكذلك قاعة متعددة الأغراض مجهزة بأحدث وسائل الوسائط المتعددة لإقامة المحاضرات
الجدير بالذكر إلى أن جامع السلطان قابوس القديم المجاور لقلعة نزوى قد تم تغيير اسمه إلى جامع "القلعة"6

## معرض الصور

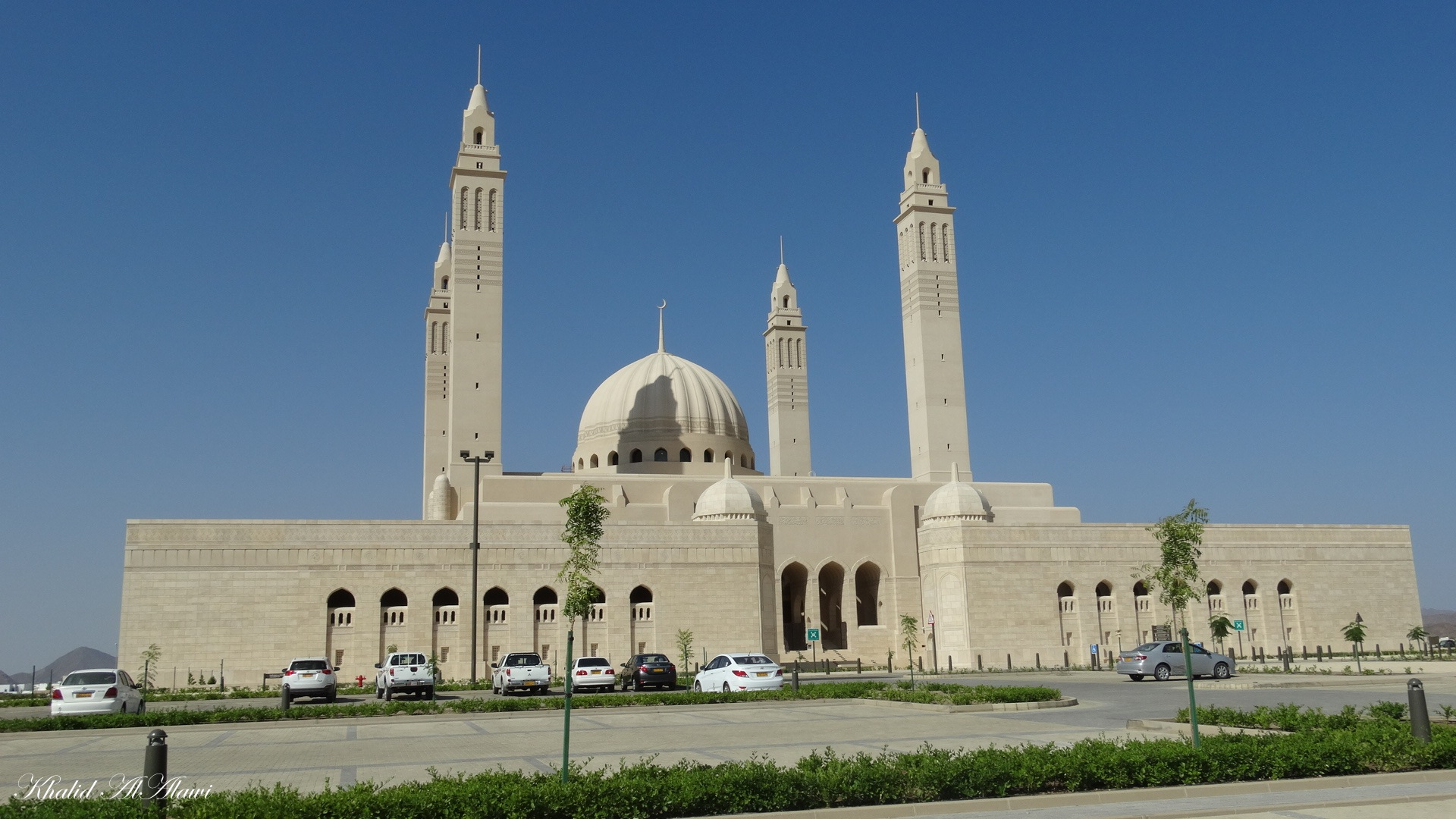
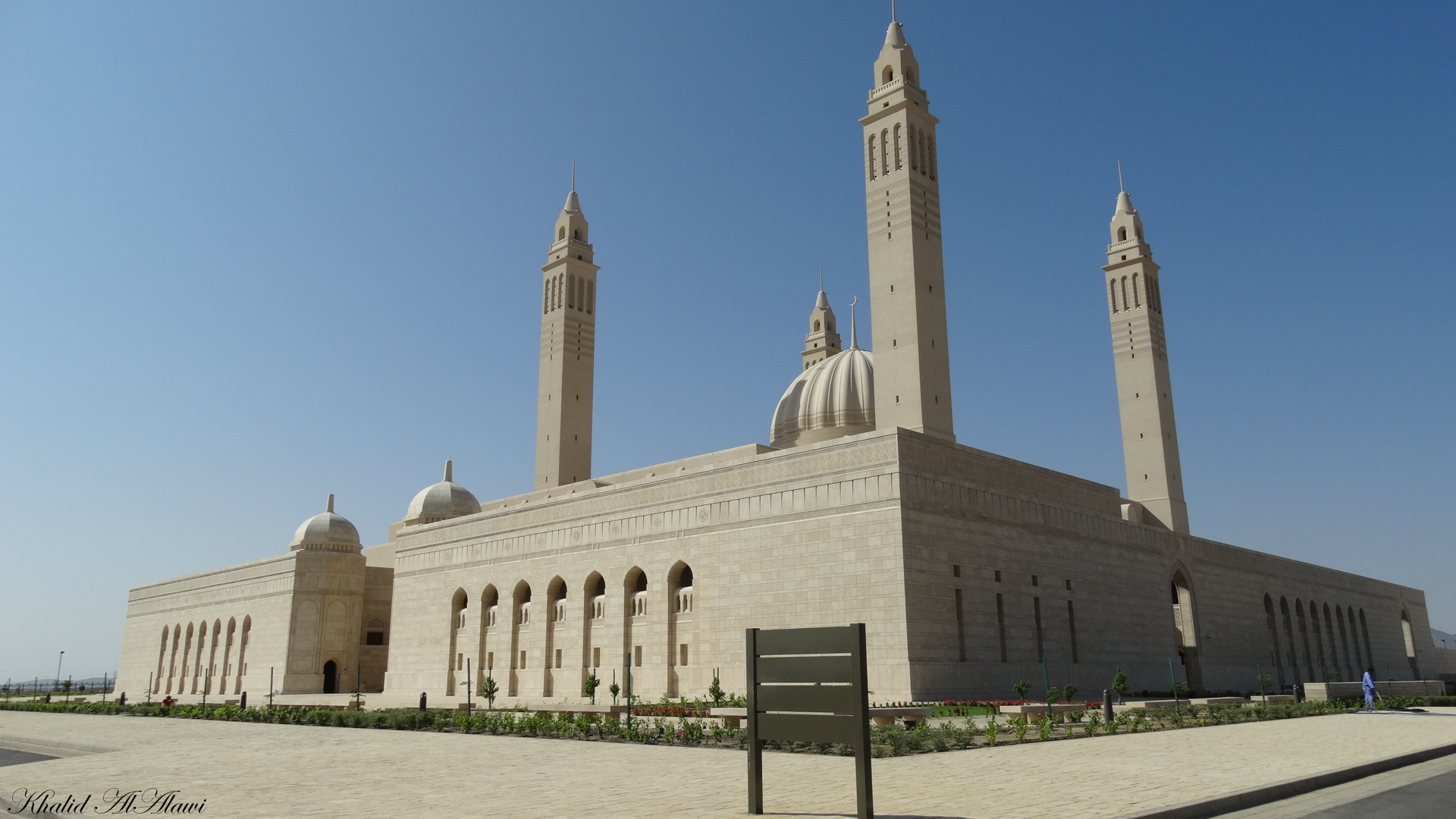
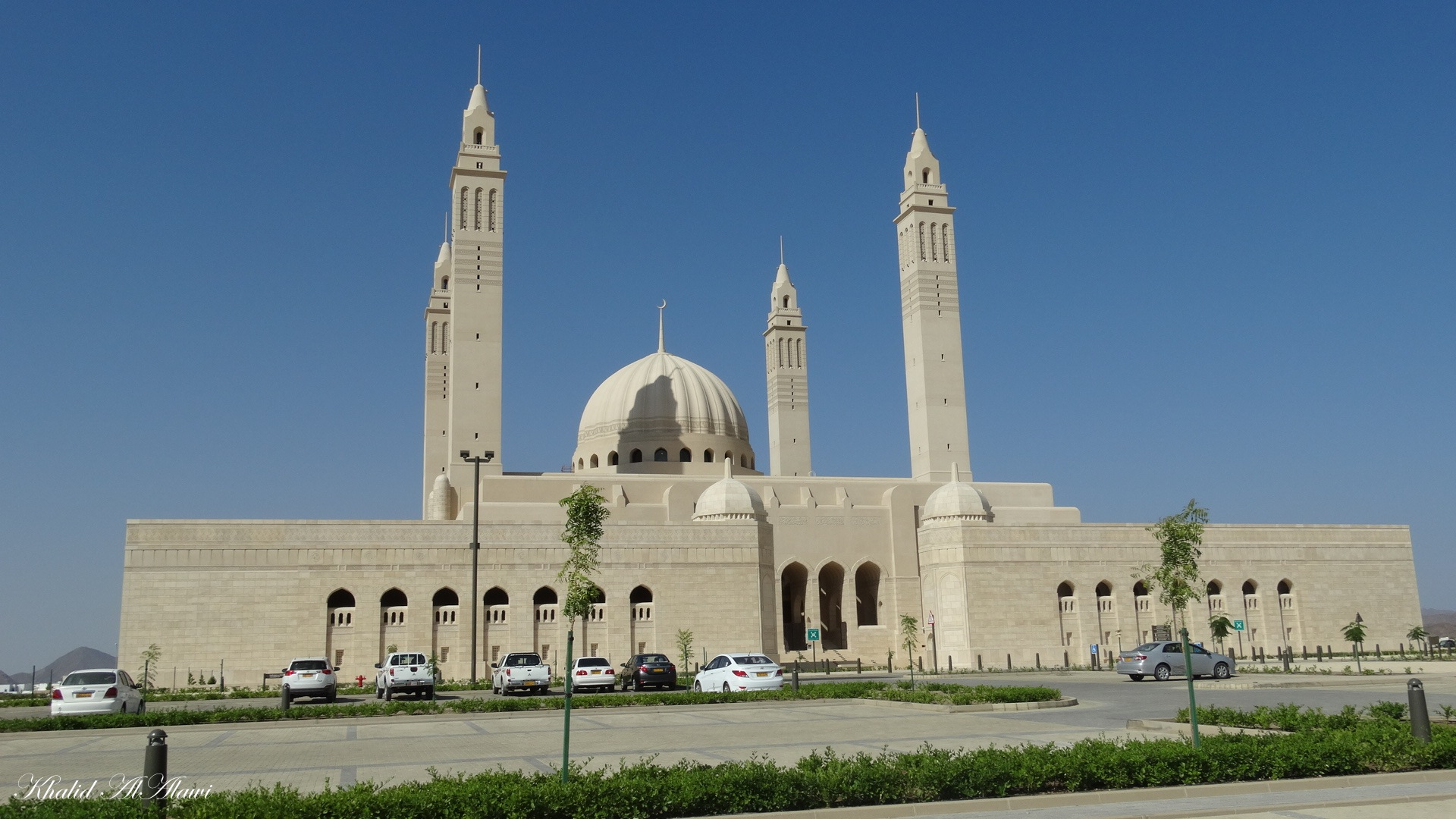
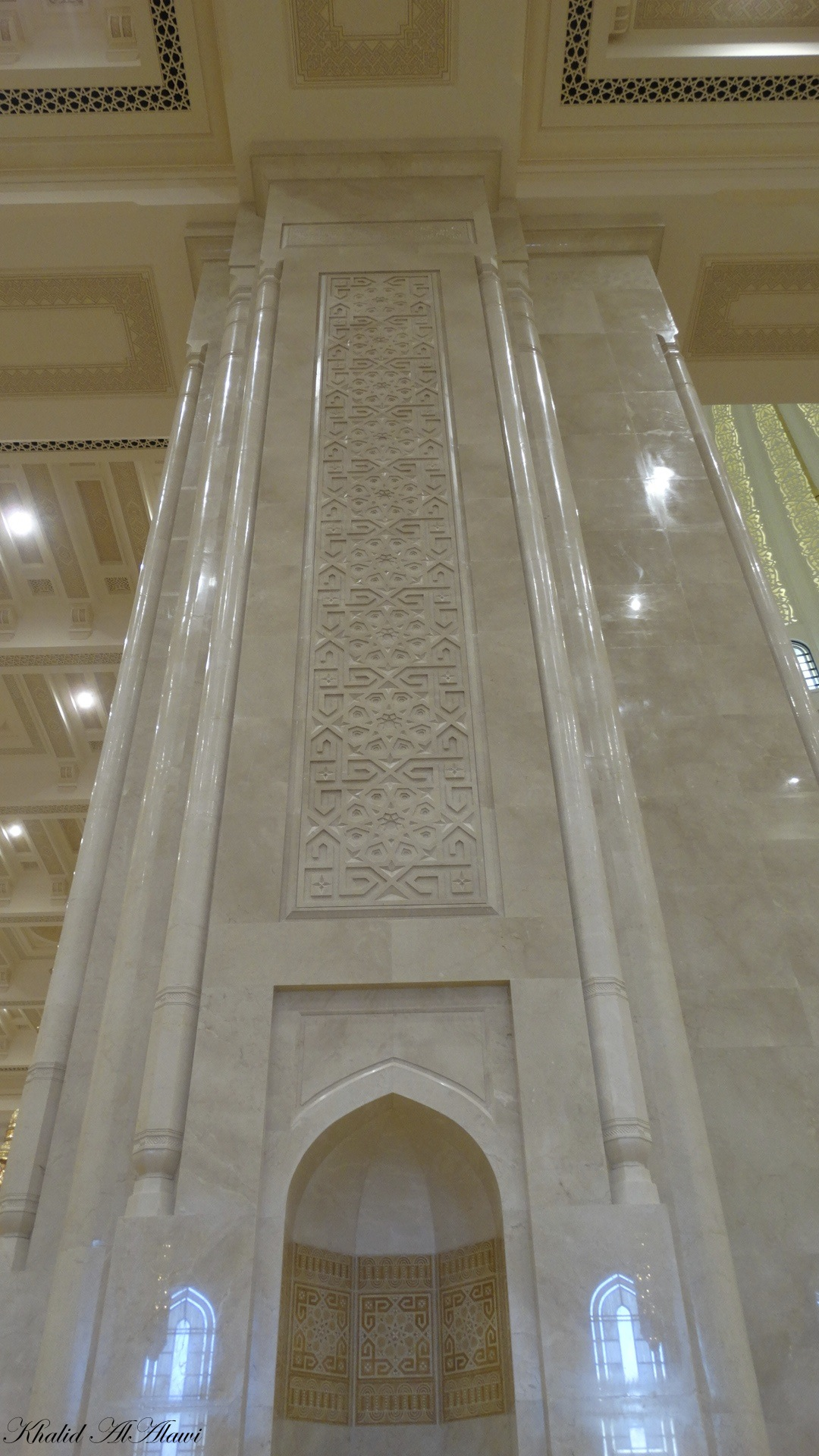
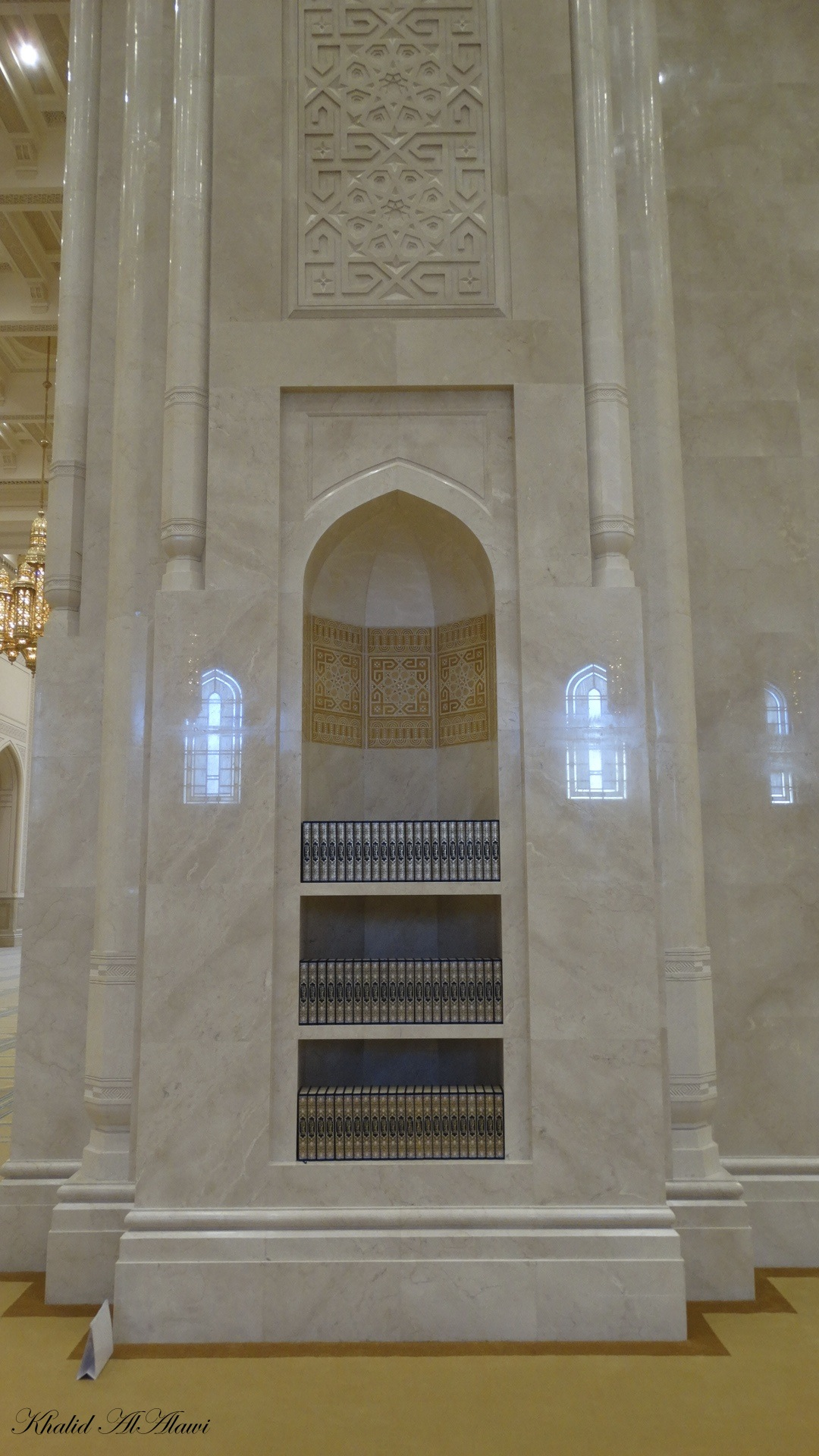
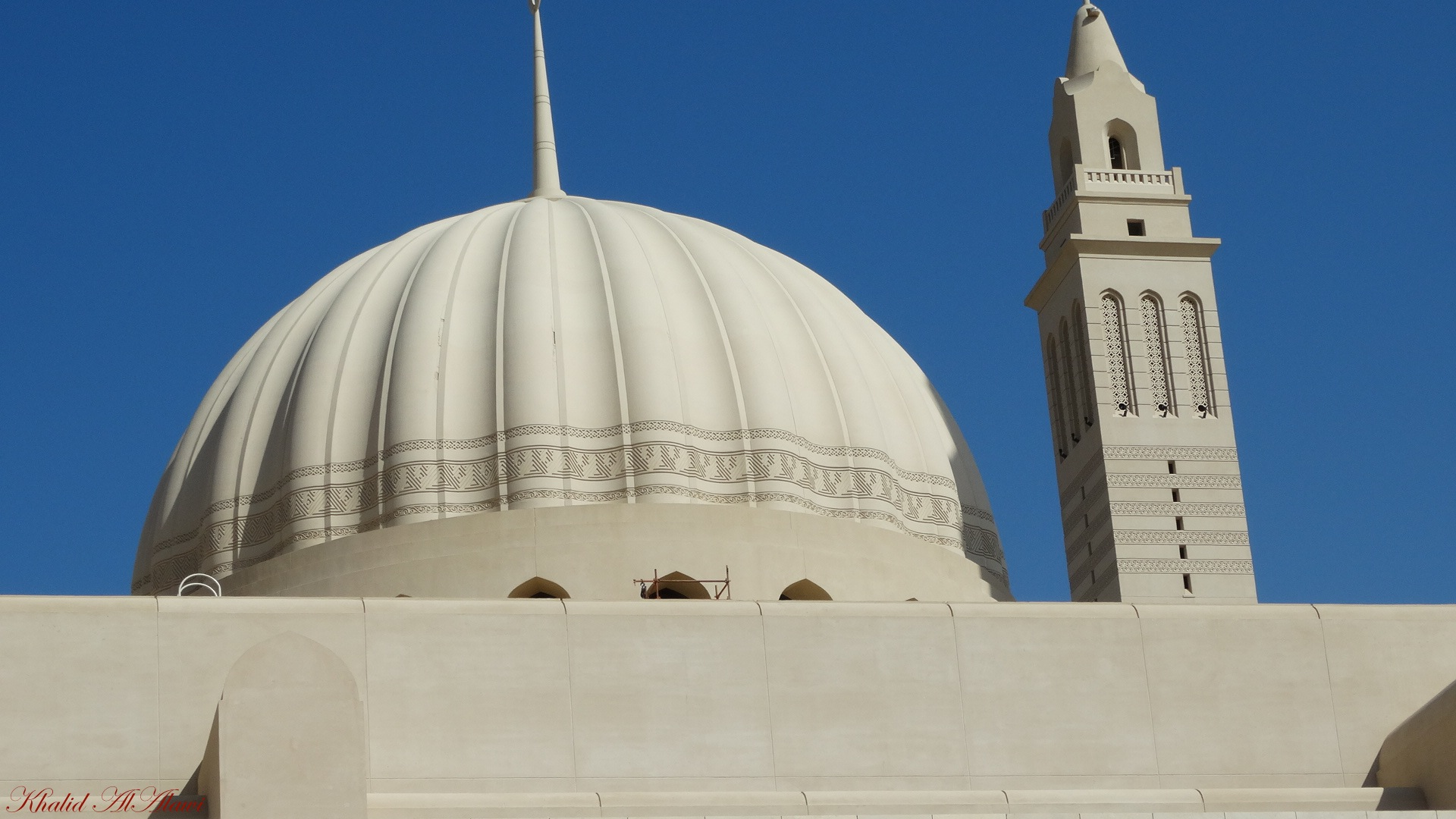
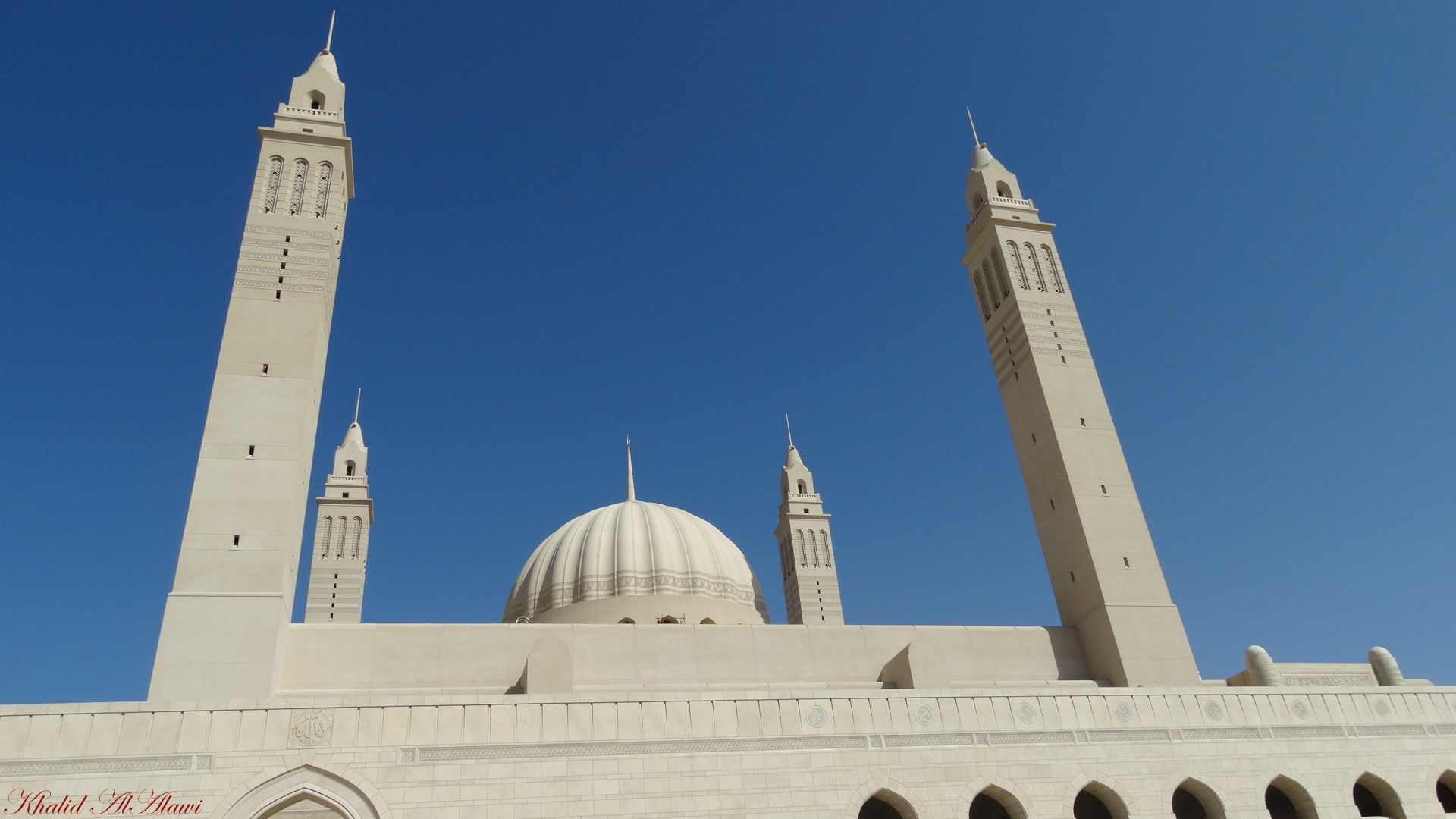
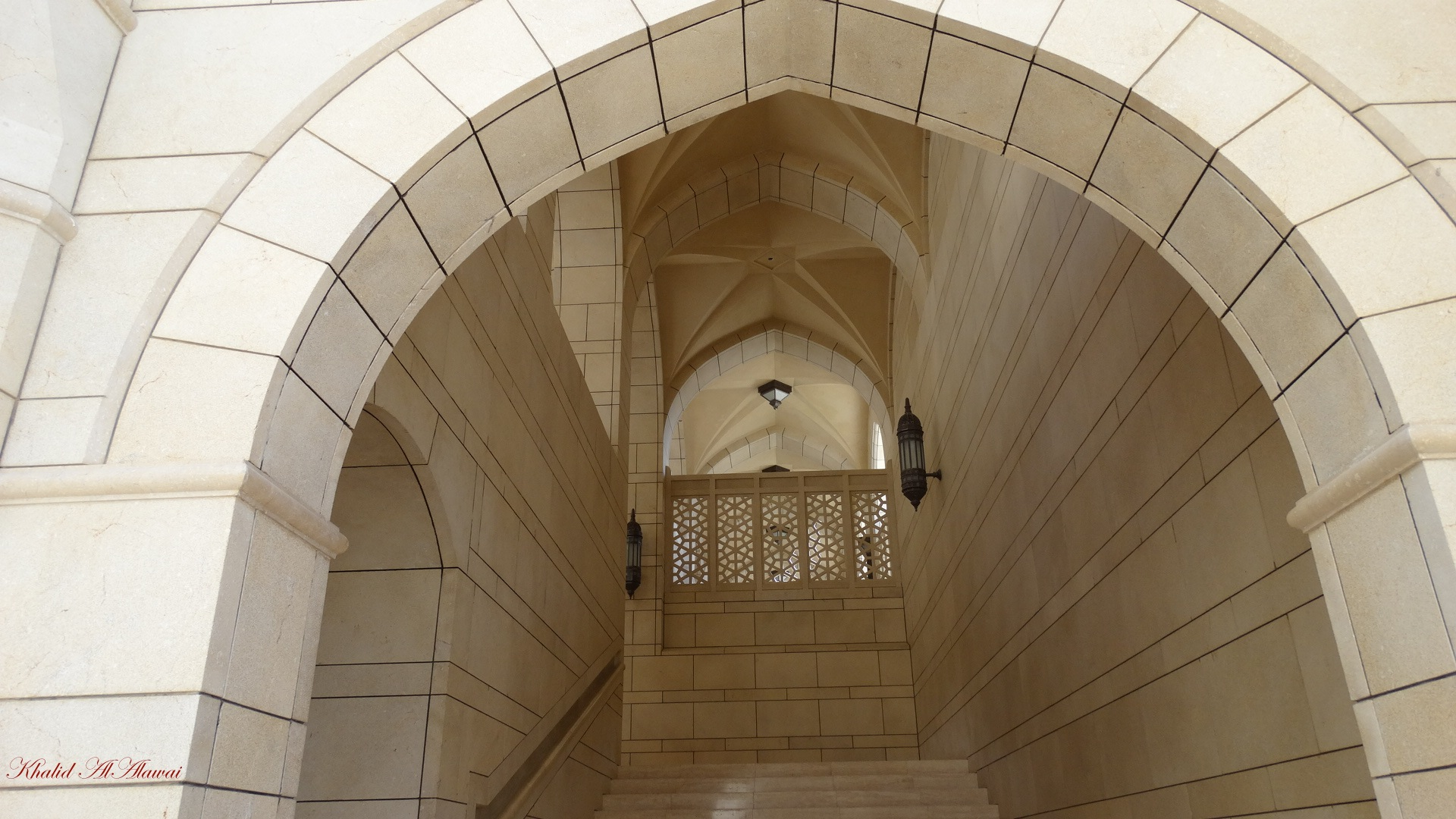
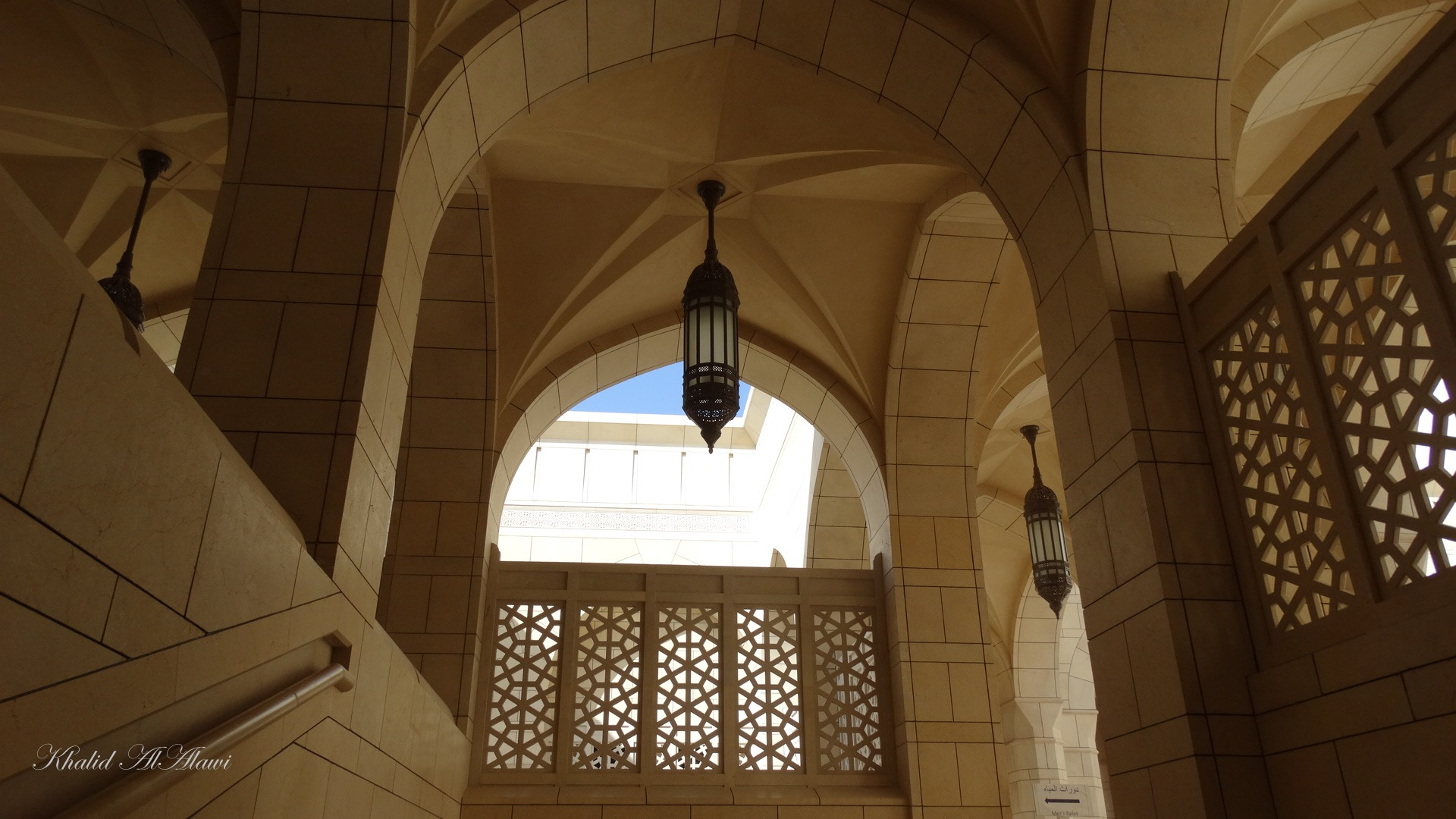